# 258
El año 258 (CCLVIII) fue un año común comenzado en viernes del calendario juliano, en vigor en aquella fecha.
En el Imperio romano el año fue nombrado como el del consulado de Tusco y Baso o, menos comúnmente, como el 1011 Ab urbe condita, siendo su denominación como 258 posterior, de la Edad Media, al establecerse el Anno Domini.

## Acontecimientos
- En Panonia (región en las actuales Hungría y Austria) comienza la rebelión de Ingenuo contra el emperador Galieno.
- En Hispania Tarraconensis (en la actual España), la villa de Tarraco es destruida por incursiones de francos y alamanes.[1]

## Fallecimientos
- 6 de agosto: Sixto II, papa griego; martirio.
- 10 de agosto: san Lorenzo, diácono español semilegendario; martirio (n. c. 225).
- 14 de septiembre: Cipriano de Cartago, obispo de Cartago y Padre de la Iglesia.